# 小克鼎
膳夫克鼎，为与大克鼎区别被称为小克鼎。1890年与大克鼎等文物一同在陕西省扶风县法门寺出土，西周文物，现藏于北京故宫博物院。圆鼎，高35.4cm，宽33.6cm，重12.54kg。双立耳，三只蹄形足。壁铸铭文8行72字如下：

唯王二十又三年九月，王
在宗周，王命膳夫克舍
命于成周，遹正八师之
年，克作朕皇祖季
宝宗彝。克其日用朕
辟鲁休，用介康×、纯祐、
眉寿、永命、灵终。万年
无疆，克其子子孙孙永宝用。

## 资料来源
1. ↑  .   [2009-05-12]. （原始内容存档于2011-10-20）.